# Protocalliphora hirudo
Protocalliphora hirudo är en tvåvingeart som beskrevs av Shannon och Dobroscky 1924. Protocalliphora hirudo ingår i släktet Protocalliphora och familjen spyflugor. Inga underarter finns listade i Catalogue of Life.